# Станко Шепић
Станко Шепић (Ријека, 4. мај 1941) српски је композитор, диригент и пијаниста.

## Биографија
Рођен је у Ријеци 4. маја 1941. године, где је завршио гимназију и средњу музичку школу (одсек за клавир). Студирао на Музичкој академији у Београду (касније Факултет музичке уметности) и дипломирао на одсеку за дириговање и на одсеку за клавир. Одмах по завршетку студија изабран за уметничког сарадника на Музичкој академији, а паралелно је радио и у Опери Народног позоришта у Београду (1970-1975), где је дириговао претежно балете.
 
Године 1975. изабран је за доцента за предмет дириговање и свој радни век провео као редовни професор дириговања и шеф диригент симфонијског оркестра Факултета музичке уметности, који се под његовим вођством развио у респектабилно извођачко тело. Са оркестром ФМУ остварио веома успешну и запажену турнеју по Француској, а освојио је и прву награду на фестивалу омладинских симфонијских оркестара у Белгији. Последње гостовање са оркестром ФМУ имао 2007. године (БиХ, Хрватска, Словенија).
Као диригент наступао са водећим оркестрима у свим републикама бивше Југославије, а гостовао је и у Шпанији, Белгији и Грчкој. Дириговао на престижним фестивалима као што су: БЕМУС, Дубровачке летње игре и Охридско лето. Станко Шепић је једини уметник који је на БЕМУС-у био заступљен као композитор, диригент и пијаниста.

## Најзначајнија дела
Скоро сва Шепићева дела изведена су јавно на значајним концертима и фестивалима, где су и снимљена. Посебно се издвајају капитална оркестарска дела као што су „Реквијем“, „Стабат Матер“ (изведен на БЕМУС-у), три симфоније и концерт за клавир и симфонијски оркестар. Две соло песме (једна на стихове Црњанског, а друга на сопствене) награђене су првом и једином наградом на конкурсу за соло песме у Новом Бечеју.

## Лично
Декларише се као Хрват и атеиста, демократске наднационалне оријентације.